# 1676
Năm 1676 (Số La Mã:MDCLXXVI) là một năm nhuận bắt đầu từ ngày thứ tư (liên kết sẽ hiển thị đầy đủ lịch) trong lịch Gregory (hoặc một năm nhuận bắt đầu vào thứ Bảy của lịch Julius chậm hơn 10 ngày).